# Signes précurseurs du Retour du Christ

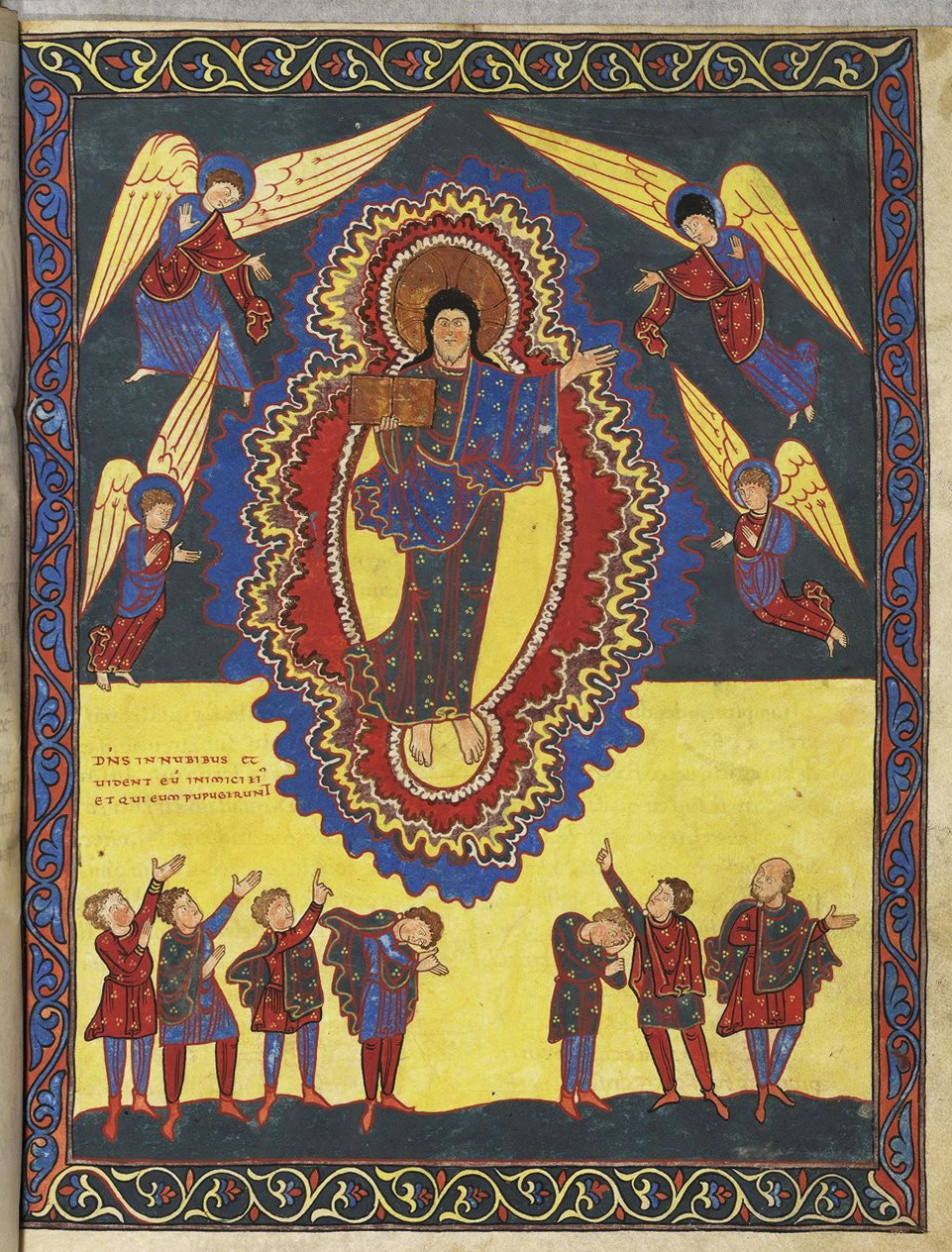
« Christ au milieu des nuées » (Apocalypse de Saint Sever)

Les signes précurseurs ou signes avant-coureurs du Retour du Christ sont les événements qui, pour les chrétiens, doivent annoncer par leur survenue la proximité de la Venue du Christ dans la gloire à la fin des temps, également appelée Parousie. Pour les chrétiens, ces signes ont été communiqués par la Révélation divine, en particulier dans le discours de Jésus sur le mont des Oliviers et le livre de l’Apocalypse, mais également dans de nombreux autres passages de l’Ancien et du Nouveau Testament. Conformément à la parole de Jésus à ce sujet, ces signes précurseurs excluent toute notion de datation chiffrée pour le jour et l’heure de son Retour,,,.
Les signes précurseurs de la Parousie constituent un objet d’étude à part entière au sein de l’eschatologie chrétienne générale. Ils sont intrinsèquement liés à ce qu’il est convenu d’appeler la fin des temps, tout en s’en distinguant. Ils se distinguent également de la Parousie elle-même qu’ils sont supposés annoncer.

## Les différents signes précurseurs
Les différents signes précurseurs du Retour du Christ sont donnés ici d’après l’ordre dans lequel ils apparaissent dans le livre de l’Apocalypse.

### Les guerres, les famines, les épidémies et les catastrophes naturelles
Le signe des guerres, des famines, des épidémies et catastrophes naturelles apparaît dans le discours de Jésus sur le mont des Oliviers, et dans le livre de l’Apocalypse. Certains théologiens admettent que ces calamités se multiplieront à l’approche de la Parousie. D'autres n'y voient pas un signe précurseur mais un préalable temporellement dissocié,,,.

### Les signes cosmiques
Les signes cosmiques apparaissent dans le discours de Jésus sur le mont des Oliviers,, le livre de l’Apocalypse et le livre du prophète Joël. Il s’agit de l’obscurcissement du soleil et de la lune, de la chute des étoiles et d’une manifestation céleste comprenant l’apparition du signe du Fils de l’homme, que certains Pères de l’Église identifient au signe de la croix du Christ. Ces signes doivent causer un grand émoi parmi les hommes et, possiblement, un vaste mouvement de repentance. Certains théologiens voient dans les signes cosmiques non un signe précurseur mais une description, imagée ou non, de la Parousie elle-même,,,.

### Le feu du jugement
Le feu du jugement apparaît dans le discours de Jésus sur le mont des Oliviers,, la Première lettre de saint Paul aux Corinthiens et la Deuxième lettre de saint Pierre. Son caractère de signe précurseur dépend du moment où on le situe par rapport à la Parousie,,.

### Les deux témoins
Le signe des deux témoins apparaît dans le livre de l’Apocalypse. Il s’agit de deux personnages défiant la Bête de l'Apocalypse et dotés de charismes semblables à ceux de Moïse et d’Élie. À l’appui des paroles de Jésus et du prophète Malachie, certains Pères de l’Église les identifient à Hénoch et Élie, tous deux réputés avoir été emportés au ciel sans mourir,,. D'autres les identifient à Moïse et Élie. Certains théologiens les identifient simplement à l’Église.

### L’effusion de l’Esprit-Saint
Le signe de l'effusion de l'Esprit-Saint apparaît dans le livre du prophète Joël. Il s'agit d’une effusion spéciale et universelle de l’Esprit-Saint.

### Le recouvrement de l’Arche d’alliance
Le signe du recouvrement de l'Arche d'alliance apparaît dans un oracle du prophète Jérémie rapporté dans le Deuxième livre des Maccabées (livre considéré comme canonique par les orthodoxes et les catholiques). D'après cet oracle, l’Arche d’alliance, qui aurait été dissimulée par le prophète Jérémie dans une caverne au pied du mont Pisga, doit être retrouvée après que « Dieu ait accompli le rassemblement de son peuple et lui ait montré sa miséricorde »,.

### La manifestation de la Vierge Marie
Le signe de la manifestation de la Vierge Marie s’appuie sur la vision de la Femme revêtue du soleil que l’on trouve dans le livre de l’Apocalypse. Ce signe est admis par Louis-Marie Grignion de Montfort et John Henry Newman,.

### L’Antéchrist
Le signe de l’Antéchrist est rapporté selon les auteurs au discours de Jésus sur le mont des Oliviers,, à la Deuxième lettre de saint Paul aux Thessaloniciens, aux lettres de saint Jean, et au livre de l’Apocalypse. Il s’agit d’un homme devant constituer un instrument de Satan, se faisant passer pour le Messie et se prétendant de nature divine. Cet homme doit succéder à une série de précurseurs,,. Il doit être accompagné de prodiges de façon à inciter les hommes à lui vouer un culte,. Il doit être impliqué dans un mouvement d’abandon de la foi parmi les chrétiens ainsi que fomenter contre eux une persécution,,,,,.
À l’appui de la vision de la Bête que l’on trouve dans le livre de l’Apocalypse, les Pères de l’Église admettent que l’Antéchrist doive prendre la tête d’un empire mondial. En outre, à l’appui des paroles de saint Paul dans sa Deuxième lettre aux Thessaloniciens, saint Augustin admet également qu’il puisse occuper une place dans l’Église.
On associe à l’Antéchrist la marque de la Bête qui doit être apposée sur la main droite et le front des personnes. Les révélations privées de sainte Hildegarde de Bingen, reconnues par le Pape Eugène III, indiquent que cette marque doit permettre à l’Antéchrist d’exercer son influence sur les esprits.
Dans sa Deuxième lettre aux Thessaloniciens, saint Paul enseigne que l’avènement de l’Antéchrist est retenu par un personnage ou une entité que l’on désigne ordinairement sous le nom de Catechon, d’après le mot grec κατέχων (« celui » ou « ce qui retient ») employé dans le texte grec de la lettre. De nombreux Pères de l’Église identifient le Catechon à l’empire romain. John Henry Newman l’identifie aux nations qui ont hérité de l’ordre politique de l’empire romain,,,.
Les Pères de l’Église considèrent que la domination de l’Antéchrist doit durer trois ans et demi,. Ils considèrent pour la plupart qu’elle doit prendre fin avec la Parousie qui doit causer la mort l’Antéchrist,,,,.

### L’Abomination de la désolation
Le signe de l’Abomination de la désolation apparaît dans le discours de Jésus sur le mont des Oliviers, et le livre du prophète Daniel,. Il s’agit d’un événement sacrilège appelé également « Sacrilège dévastateur » dans lequel l’Antéchrist doit être impliqué. Certains docteurs de l’Église et théologiens l’identifient à une atteinte à la célébration de l’Eucharistie,. Certains théologiens, également, l’identifient à une atteinte à l’intégrité du corps humain, notamment lors de son commencement dans le sein maternel. D'autres encore n'en font pas un signe précurseur mais l'identifient à la condamnation de Jésus à mort par le Sanhédrin.

### La proclamation de l’Évangile aux nations
Le signe de la proclamation de l’Évangile aux nations apparaît dans le discours de Jésus sur le mont des Oliviers,. Il s'agit de la proclamation de l’Évangile à toutes les nations du monde.

### Des mœurs hédonistes et immorales
Le signe de l'hédonisme et de l'immoralité apparaît dans le discours eschatologique de Jésus,, le livre de l’Apocalypse et la Deuxième lettre de saint Paul à Timothée. Il s'agit d’un relâchement moral caractérisé par l’abandon aux plaisirs, le souci des richesses et l’infraction aux commandements divins.